# Ricard E. Bofill Maggiora
Ricard E. Bofill Maggiora   (Barcelona, 1965), nascut Ricard Emili Bofill Maggiora Vergano, és un arquitecte català. Fill de l'actriu Serena Vergano i de l'arquitecte Ricard Bofill i Leví, és llicenciat en Arts per la Universitat de Rice, Texas, i màster en Arquitectura per Harvard. Juntament amb el seu germà Pablo Bofill dirigeix el despatx Ricardo Bofill Taller d'Arquitectura (RBTA) on és el director de disseny i està centrat en projectes a la Xina, Rússia i l'Índia on ha fet la reforma de les oficines de Google a Nova Delhi i un barri residencial de cases de quatre plantes a Chennai, a la costa est. Entre els anys 1990 i 2005 va ser conegut pels seus excessos, intervencions al programa Tómbola i aventures amoroses, es va casar amb Chabeli Iglesias i va ser parella de la cantant Paulina Rubio. El 1995 va publicar la novel·la «Perséfone». El 2005 va dirigir la pel·lícula comedia Hot milk,